# Fred Cavayé

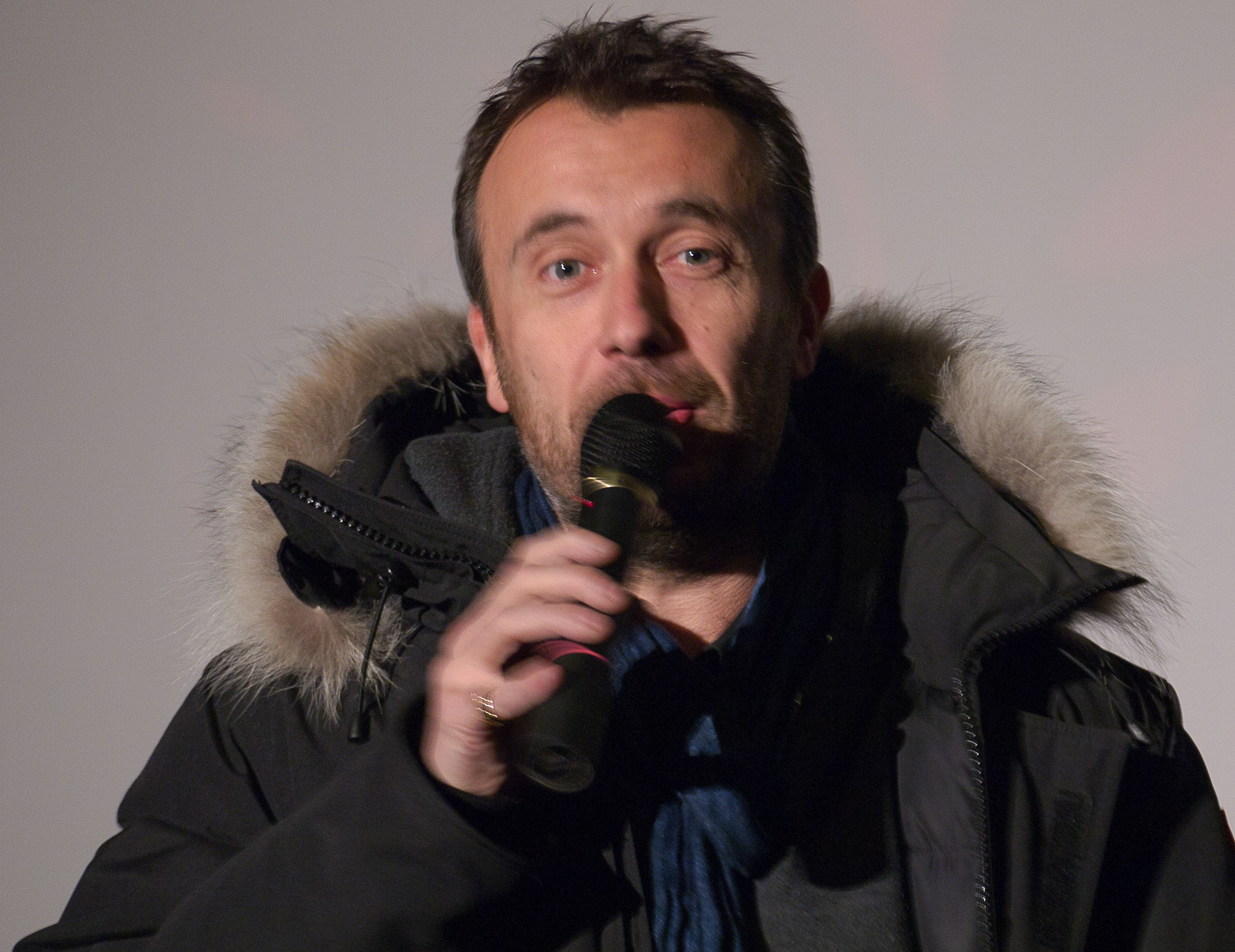
Fred Cavayé (2010)

Fred Cavayé (* 14. Dezember 1967 in Île-de-France) ist ein französischer Regisseur und Drehbuchautor.

## Leben
Cavayé wurde in der Région Parisienne geboren, zog jedoch zu Beginn seiner Jugendzeit nach der Trennung seiner Eltern mit seiner Mutter nach Rennes. Er verließ die Schule im Alter von 16 Jahren und schlug sich mit Gelegenheitsjobs durch. Unter anderem arbeitete er als Porträt- und Hochzeitsfotograf. Er entdeckte zunächst das Theater für sich und schließlich den Film. Seinen ersten Kurzfilm drehte er Mitte der 1990er-Jahre und finanzierte ihn selbst. Sein zweiter Kurzfilm, J, lief erfolgreich auf verschiedenen Filmfestivals. In der Folge schrieb Cavayé Drehbücher für das Fernsehen. Im Jahr 2000 zog er nach Paris.
Nach weiteren Kurzfilmen, die auf Festivals verschiedene Preise gewannen, drehte Cavayé 2008 seinen ersten Langfilm Ohne Schuld, in dem er Vincent Lindon und Diane Kruger in den Hauptrollen besetzte. Im Folgejahr erhielt er für den Thriller eine César-Nominierung in der Kategorie Bestes Erstlingswerk. Im Jahr 2010 drehte Paul Haggis ein Remake des Films unter dem Titel 72 Stunden – The Next Three Days. Cavayés nächster Langfilm war der Thriller Point Blank – Aus kurzer Distanz, in dem er Gilles Lellouche in der Hauptrolle besetzte. Zum umstrittenen Kompilationsfilm Männer und die Frauen (2012) von Lellouche und Jean Dujardin steuerte er ein Segment bei, bevor er sich 2014 mit Mea Culpa – Im Auge des Verbrechens erneut einem Action-Thriller widmete. Hierbei besetzte er die Hauptrollen mit Vincent Lindon und Gilles Lellouche, mit denen er bereits in vorherigen Filmprojekten zusammengearbeitet hatte. Bereits 2011 war Cavayé die Regie beim Actionfilm Stirb langsam – Ein guter Tag zum Sterben angeboten worden, doch lehnte er das Angebot ab, da er sich eher dem psychologischen Thriller verpflichtet sehe.

## Filmografie
- 1996: Jean-René (Kurzfilm) – Regie, Drehbuch
- 2000: J (Kurzfilm) – Regie, Drehbuch
- 2001: Chedope (Kurzfilm) – Regie, Drehbuch
- 2004: À l’arraché (Kurzfilm) – Regie, Drehbuch
- 2008: Ohne Schuld (Pour elle) – Regie, Drehbuch
- 2008: La guerre des miss – Drehbuch
- 2010: Point Blank – Aus kurzer Distanz (À bout portant) – Regie, Drehbuch
- 2010: 72 Stunden – The Next Three Days (The Next Three Days) – Drehbuch
- 2012: Männer und die Frauen (Les infidèles) – Regie
- 2014: Mea Culpa – Im Auge des Verbrechens (Mea culpa) – Regie, Drehbuch
- 2016: Nichts zu verschenken (Radin!) – Regie
- 2018: Le Jeu – Nichts zu verbergen (Le jeu) – Regie

## Auszeichnungen
- 2009: César-Nominierung, Bestes Erstlingswerk, für Ohne Schuld